# Ormulum

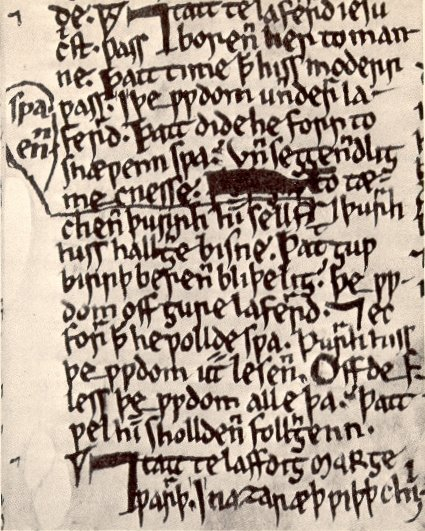
Página do Ormulum – são visíveis as cuidadosas e recorrentes edições, feitas ao longo do tempo, por Orm, bem como as inserções de novas leituras feitas pela "Caligrafia B".

O Ormulum (ou Orrmulum) é uma obra de exegese bíblica do século XII, escrita no antigo inglês médio por um monge chamado Orm (ou Ormin). Devido à singular ortografia fonética adotada por seu autor, a obra conserva diversos detalhes da pronúncia do inglês durante um período em que o idioma estava vivendo as alterações decorrentes da conquista normanda; consequentemente, tem um valor inestimável para os filólogos que estudam o desenvolvimento da língua.
Orm estava preocupado com a capacidade dos sacerdotes de falar o vernáculo, e desenvolveu um sistema de escrita idiossincrático para guiar seus leitores na pronúncia das vogais. Utilizou uma métrica poética rigorosa, para se assegurar de que os leitores saberiam que sílabas deveriam ser enfatizadas. Estudiosos modernos utilizam estas duas características para reconstruir o inglês médio da maneira em que Orm o falava.

## Origens
Ao contrário da maior parte das obras do período, o Ormulum nem é anônimo nem está desprovido de título; o próprio autor menciona a si próprio no fim da dedicatória:
| Icc was þær þær i crisstnedd was Orrmin bi name nemmnedd | "Onde eu fui batizado, fui de nome Ormin chamado" | (Ded. 323–324) |
No início do prefácio, o autor se identifica novamente, utilizando uma grafia diferente, e dá à sua obra um título:
| Þiss boc iss nemmnedd Orrmulum forrþi þatt Orrm itt wrohhte | "Este livro se chama Ormulum porque Orm o escreveu" | (Pref. 1–2) |
O nome "Orm" vem do antigo nórdico, e significa "verme" ou "dragão". Com o sufixo de "myn", significando "homem" (daí "Ormin"), era um nome comum ao longo da região do Danelaw, na Inglaterra. A escolha entre uma das duas formas do nome provavelmente era ditada pela métrica de cada caso. O título do poema, "Ormulum", segue o modelo da palavra latina speculum ("espelho").
O nome dinamarquês não é inesperado; a língua do Ormulum, um dialeto da região de East Midlands, pertence rigorosamente ao Danelaw. Ele apresenta diversas frases no antigo nórdico (especialmente dobretes, em que um termo inglês e outro do antigo nórdico apresentam uma ligação), porém existem muito poucas influências do francês antigo no idioma de Orm. Outra obra de East Midlands - provavelmente anterior ao Ormulum - a Crônica de Peterborough, apresenta uma intensa influência francesa. O contraste linguístico entre ela e a obra de Orm mostra tanto a morosidade com que se espalhou a influência normanda nas áreas da Inglaterra ocupadas anteriormente pelos dinamarqueses quanto a assimilação destas características do antigo nórdico na fase inicial do inglês médio.

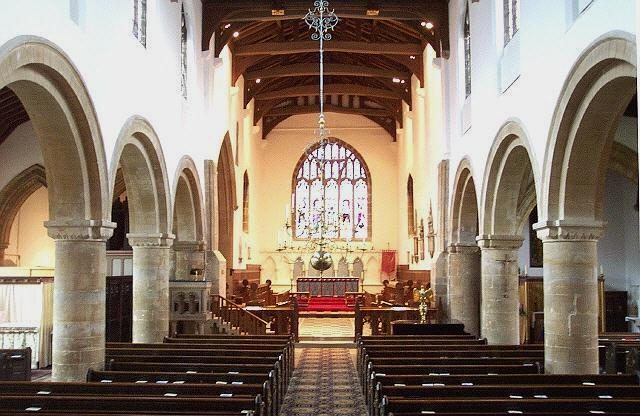
Interior da igreja da Abadia de Bourne, onde o Ormulum foi escrito; as duas arcadas da nave, embora atualmente pintadas de branco, são remanescentes da igreja que Orm conheceu.

De acordo com o prefácio da obra, Orm a escreveu a pedido de um Irmão Walter, que era seu irmão tanto affterr þe flæshess kinde (biologicamente) quanto como um colega seu, cônego de uma ordem agostiniana. Com esta informação, e a evidência do dialeto usado no texto, é possível propor um local de origem com razoável grau de correção. Embora já se tenha especulado que sua origem seria o Priorado de Elsham, no norte de Lincolnshire, recentemente passou a ser mais aceita a teoria de que Orm teria escrito na Abadia de Bourne, na cidade homônima. Duas evidências adicionais sustentam esta conjectura: primeiro, a abadia foi fundada por cônegos arrouasianos em 1138, e, em segundo, a obra inclui orações dedicadas a São Pedro e São Paulo, patronos da Abadia de Bourne. O domínio arrouaisiano era em grande parte do mesmo dos agostinianos, de modo que suas casas eram frequentemente referidas como 'agostinianas'. A abadia monástica foi dissolvida em 1536, porém sua função paroquial continua.
A data de sua composição é impossível de ser determinada com exatidão. Orm escreveu seu livro ao longo de um período de décadas, e o manuscrito mostra sinais de diversas correções ao longo do tempo. Como aparentemente é um autógrafo, com duas das três caligrafias usadas no texto tidas pelos acadêmicos como sendo do próprio Orm, a data do manuscrito e a data da composição seriam a mesma. A partir da evidência da terceira caligrafia, um colaborador que acrescentou as perícopes no início de cada homilia, acredita-se que o manuscrito tenha sido finalizado por volta de 1180, porém Orm poderia ter começado a trabalhar nele já em 1150.

## Manuscrito
Apenas uma cópia do Ormulum existe, conhecido como MS Junius 1 da Biblioteca Bodleiana. Em seu estado atual, o manuscrito está incompleto; o índice do livro afirma que existiam 242 homilias, porém restam apenas 32. É provável que a obra nunca tenha sido concluída, ao menos não na escala planejada quando o índice foi escrito; porém boa parte desta discrepância foi causada provavelmente pela perda dos alceados do manuscrito. Não há dúvida de que tais perdas ocorreram em tempos modernos, já que o antiquário holandês Jan van Vliet, um de seus proprietários durante o século XVII, copiou passagens que não estão no texto atual. A quantidade de revisões no texto, somada à perda de conteúdo, fez com que o acadêmico neozelandês J. A. W. Bennett comentasse que "somente cerca de um quinto [do manuscrito] sobrevive, e no mais feio dos manuscritos".
O pergaminho usado no manuscrito é da mais baixa qualidade, e o texto foi escrito de maneira desorganizada, visando a utilização econômica do espaço; está distribuído em linhas contínuas, como prosa, com as palavras e as linhas muito próximas umas das outras, e com diversas adições e correções, novas exegeses e leituras alegóricas amontoadas nos cantos das margens (como pode ser visto na reprodução acima). O lexicógrafo neozelandês Robert Burchfield sustenta que estas indicações "sugerem que ele era um 'rascunho de trabalho', que o autor tencionava que fossem recopiadas por um escriba profissional".
Parece curioso que um texto escrito com uma expectiva tão óbvia de que seria amplamente copiado exista apenas em um único manuscrito, e que, aparentemente, é um rascunho. A professora Elaine Treharne, da Universidade do Estado da Flórida, interpretou o fato como uma indicação de que não foram apenas os leitores modernos que acharam a obra tediosa. Orm, no entanto, afirma no prefácio que queria que Walter removesse qualquer trecho que julgasse deselegante ou incorreto, o que sugere que uma revisão já era antecipada, e é possível que o Ormulum tenha permanecido nesta forma de rascunho simplesmente porque jamais saiu das mãos de Walter.
O paradeiro do manuscrito antes do século XVII não é conhecido. A partir de uma assinatura na guarda sabe-se que passou a fazer parte da coleção van Vliet em 1659. Foi leiloado em 1666, após a morte de van Vliet, e provavelmente adquirida por Franciscus Junius, de cuja biblioteca passou para a Bodleiana, como parte da doação feita por Junius.

## Conteúdo e estilo
O Ormulum consiste de 18.956 linhas de verso metrificado, explicando os ensinamentos cristãos contidos em cada um dos textos utilizados nas missas ao longo do calendário eclesiástico. Como tal, é o primeiro novo ciclo homílico em inglês desde as obras de Elfrico de Eynsham (c. 990). A motivação por trás de sua composição era fornecer um texto em inglês acessível para ser utilizado pelos menos educados, entre os quais estavam alguns membros do clero que tinham dificuldade em compreender o latim da Vulgata, e paroquianos e, na maioria dos casos, não compreendiam nada do latim.
Cada homilia se inicia com uma paráfrase de uma leitura de um Evangelho (importante quando o público leigo não compreendia o latim), seguida pela exegese. O conteúdo teológico é derivativo; Orm segue fielmente a exegese de Beda do Evangelho segundo Lucas, das Enarrationes in Matthoei, e da Glossa ordinaria da Bíblia. Assim, lê cada verso primeiramente de maneira alegórica, e não literal. Em vez de identificar fontes individuais, Orm se refere frequentemente a "ðe boc" ("o livro") e ao "livro santo". Bennett especulou que os Atos dos Apóstolos, a Glossa Ordinaria e Beda haviam sido agrupados numa grande Bíblia Vulgata existente na abadia, de modo que Orm na realidade obtinha seu material de uma fonte que era, para ele, um único livro.
Embora os sermões tenham sido descritos como tendo "pouco valor literário ou teológico", e que Orm tenha sido definido como possuindo "apenas um único recurso retórico", o da repetição, o Ormulum nunca teve como intenção ser um livro no sentido moderno, mas sim um acompanhamento para a liturgia. Os sacerdotes o liam para suas congregações, apenas o conteúdo referente a um dia por vez. O tédio que muitos sentem ao tentar ler o Ormulum hoje em dia não existiria para as pessoas que ouvissem apenas uma homilia por dia; além disso, a poesia de Orm é, talvez, subliterária, e as homilias eram feitas para serem recitadas ou cantadas, e não para a apreciação estética; tudo, desde a métrica extremamente rígida até à ortografia peculiar, pode ter sido feito para funcionar apenas como um auxílio à oratória.
Embora homilias metrificadas feitas anteriormente, como as de Elfrico e Vulfstano, tenham sido baseadas nas regras da poesia inglesa antiga, elas tomavam liberdades suficientes com a métrica para serem lidas como prosa. Orm não seguia este exemplo, e adotava uma métrica chamada de "jog-trot fifteener" para o seu ritmo, baseado no septenário iâmbico do latim, e escrevia de maneira contínua, sem dividir a obra em estrofes nem rimar os versos, novamente seguindo o modelo da poesia latina. Uma peculiaridade da obra é a de que nenhum crítico jamais a defendeu com base em critérios literários; pelo contrário, o próprio Orm tinha uma posição muito humilde em relação à sua obra, admitindo no prefácio que frequentemente tinha inflado artificialmente os versos apenas para manter a métrica, "para ajudar aqueles que o lessem", e pediu a seu irmão Walter que editasse a poesia, de modo a torná-la mais apropriada.
Uma pequena amostra ilustra o estilo da obra; esta passagem explica o contexto da Natividade:
| Forrþrihht anan se time comm þatt ure Drihhtin wollde ben borenn i þiss middellærd forr all mannkinne nede he chæs himm sone kinnessmenn all swillke summ he wollde & whær he wollde borenn ben he chæs all att hiss wille. | "Assim que a hora chegou que nosso Senhor queria nascer nesta Terra do meio pelo bem de toda a humanidade, imediatamente escolheu parentes para si, todos tal como ele queria, e decidiu que nasceria exatamente onde desejava." | (3494–3501) |

## Ortografia
O principal valor acadêmico do Ormulum, em vez de seu mérito literário, vem do idiossincrático sistema ortográfico utilizado por Orm. O próprio autor afirma que, por não gostar da maneira com que as pessoas passaram a pronunciar erroneamente o inglês, ele passou a grafar as palavras exatamente da maneira com que são pronunciadas, e descreve um sistema pelo qual a duração e o valor das vogais são indicadas sem qualquer ambiguidade.
A principal inovação de Orm foi utilizar consoantes dobradas para indicar que a vogal que as antecedia era curta, e consoantes únicas quando a vogal era longa. Para sílabas terminadas em vogais, utilizava-se de acentos gráficos para indicar a duração delas. Além disso, utilizou-se de duas letras diferentes para o <g>, usando o antigo yogh para os fonemas [d͡ʒ] e [j], e o novo <g> para representar [ɡ]. Sua devoção à representação precisa da pronúncia era meticulosa; por exemplo, depois de usar originalmente <eo> e <e>, de maneira inconsistente, em palavras como "beon" e "kneow," que eram grafadas com <eo> no inglês antigo, no verso 13 000 ele mudou de ideia e alterou todas as grafias de "eo", substituindo-as apenas pelo "e" ("ben" e "knew"), refletindo assim a pronúncia de sua época.
A combinação deste sistema com a métrica rígida, e os padrões de acentuação tônica acarretada por ela, fornece suficiente informações para que se possa reconstruir sua pronúncia com alguma precisão; a partir da presunção razoável de que a pronúncia de Orm não era incomum a seu período, isto permite que os estudiosos desenvolvam um retrato excepcionalmente preciso de como o inglês médio era pronunciado, exatamente, na região das Midlands durante a segunda metade do século XII.

## Importância
O livro de Orm tem diversas inovações que o tornaram valioso. Como Bennett indicou, a adaptação de Orm de uma métrica clássica com padrões fixos de acentuações antecipou os poetas ingleses posteriores, que fariam o mesmo quando encontravam prosódias de idiomas estrangeiros. O Ormulum também é o único exemplo da tradição homilética na Inglaterra entre Elfrico e o século XIV, bem como o último exemplo da homilia em verso no antigo inglês. Também ilustra o que viria a se tornar o inglês padrão dois séculos antes de Chaucer. Orm também tinha como preocupação o público laico, procurando tornar o Evangelho compreensível à congregação, cerca de quarenta anos antes que o Quarto Concílio Laterano, realizado em 1215, "estimulasse o clero, como um todo, a tomar uma atitude".
Ao mesmo tempo, as idiossincrasias e a tentativa de reforma ortográfica de Orm fazem que sua obra seja vital para a compreensão do inglês médio. O Ormulum é, juntamente com o Ancrene Wisse e o Ayenbite of Inwyt, um dos três textos cruciais que permitiram aos filólogos documentar a transformação do inglês antigo no inglês médio.